# Battsetseg Batmunkh
Battsetseg Batmunkh (Bayanhongor, 9 de diciembre de 1973) es una política mongola que desde 2021 ocupa el puesto de ministra de Asuntos Exteriores y Comercio.

## Biografía
En 1996 obtuvo una licenciatura en Relaciones Internacionales por la Universidad Nacional de Mongolia, Además en 2000 consiguió una Licenciada en Administración de Empresas por la Universidad de Finanzas y Economía de Mongolia y en 2005 una Maestría en Administración de Empresas por la Escuela de Gestión de Maastricht.
Anteriormente, ocupó diversos cargos ejecutivos en el Grupo Munkhiin Useg, de 2015 a 2016 trabajó como asesora del ministro de Finanzas en política exterior y entre 2016 y 2020 fue viceministra de Asuntos Exteriores.  El 29 de enero de 2021 se unió al gobierno del primer ministro, Luvsannamsrain Oyun-Erdene, como ministra de Asuntos Exteriores.
Habla mongol, inglés y ruso. Está casada y tiene tres hijos.